# Conquesta omeia d'Hispània
La conquesta omeia d'Hispània, Spania o al-Àndalus, fou la conquesta musulmana de la península ibèrica. Va acabar amb el regne got de Toledo, que fou incorporat al califat de Damasc, això és, fou conquerida en nom de la família Omeia, la qual monopolitzava el títol califal. La conquesta fou un procés llarg que va durar quinze anys (del 711 fins al 726), en la qual es va arribar a prendre la península Ibèrica i part del sud de l'actual França; si bé el territori peninsular al sud dels Pirineus estava ja assegurat l'any 720, passats gairebé deu anys de l'inici de la conquesta.

## Antecedents
La situació prèvia del regne got era d'inestabilitat. El rei Vítiza va morir amb 24 o 25 anys i Roderic, duc de la Bètica, va aconseguir violentament el tron visigot l'any 710. Tanmateix, Roderic no fou reconegut arreu la península, el que va donar lloc una mena de 'guerra civil' i divisió del regne visigot. A les províncies de la Tarraconense i la Septimània es va proclamar com a rei a Àquila II, de qui han trobat tretze monedes a la Tarraconense i Narbonense, en contrast amb les nou trobades a Portugal encunyades per Roderic. Aquest, a més, va assegurar-se una mena d'aliança o pacte amb la família de Vítiza, el que va evitar encara un nou enfrontament entre vítizians i els partidaris de Roderic.
Per altra banda, s'ha de considerar la situació islàmica prèvia, que es trobava en un procés de gran expansió territorial, la qual cosa va fer els àrabs musulmans els senyors d'amplis territoris en poc temps. Tanmateix, s'ha de tenir en compta que l'islam i la identitat àrab i musulmana encara estaven en procés de formació, i els àrabs es van convertir en una casta política i militar cada cop més minoritària en expandir-se l'imperi àrab cap a l'est i l'oest. Un repàs a la història de les primeres conquestes musulmanes ens fa veure que només la conquesta de l'actual Magrib va ser la més costosa (30 anys), ja que en altres punts l'acció dels conqueridors musulmans va ser més ràpida que fins i tot a Spania: sis anys per dominar tota la península aràbiga (628–634); quatre anys Síria (634–638); cinc anys Egipte (638–643); un any Tripolitània i Cirenaica, Líbia (644); sis Mesopotàmia (636–642) i vuit anys Pèrsia (642–650). Qui va completar la conquesta del nord d'Àfrica va ser Musa ibn Nusayr, governador d'Ifriqiya (això és, Tunis).
El precedent immediat a la conquesta omeia d'Hispània es produeix el 710 quan Mussa ibn Nussayr, valí d'Ifríqiya, va demanar a Tarif ibn Màlik, general amazic i governador de Tànger, de fer una petita expedició militar a la península Ibèrica, que va permetre comprovar que era fàcil arribar-hi. Els dos partits visigots que es disputaven el poder al regne de Toledo van demanar ajuda als musulmans, segurament a través d'Olban, governador visigot de Ceuta. Mussa va consultar què fer al califa al-Walid I, que va aconsellar no intervenir-hi; però el valí, temptat pel tresor reial visigot, va desobeir-lo.

## La conquesta
Tàriq ibn Ziyad va creuar l'estret de Gibraltar el 711, segurament com aliat del pretendent Àquila II, que tenia el suport de la Tarraconense i la Septimània, i va derrotar en la batalla de Guadalete (711) el rei Roderic, que tenia el seu suport principal a la Bètica i la Lusitània, i es va apoderar del tresor reial visigot, el qual havia de lliurar a Mussa, descomptada la cinquena part pel califa, i tot seguit ocupà Medina-Sidònia, Carmona i Sevilla sense lluita. El començament d'aquesta expansió es va efectuar amb set mil persones.
El 712 Mussa va deixar el seu fill Abd-Al·lah com a governador delegat a Ifríqiya i, acompanyat del seu altre fill Abd-al-Aziz, va creuar l'estret amb un exèrcit de divuit mil guerrers fins a territori visigot, i desfeta la resistència a Emèrita (Mèrida), on va emprar un any pel setge i la conquesta, va reunir-se amb Tàriq a Toledo l'estiu del 713, si és que abans no s'havien trobat ja, rebent arreu la submissió dels magnats, senyors i ciutats, que s'obligaven a ser fidels al valí d'Hispània, a no conspirar amb els seus enemics, i a pagar un tribut anual per cada súbdit cristià; a canvi, se'ls respectaven els dominis i la llibertat de religió, i les esglésies no podrien ser cremades. Als comes i duces que se sotmetien, se'ls donaven les terres dels magnats lleials a Roderic, i les terres reials visigodes serien donades, si el califa acceptava el país, als que havien participat en la conquesta, menys la cinquena part pel califa.
Mussa va avançar cap a Astorga i Cantàbria sense trobar resistència. Després Tàriq devia col·laborar en les expedicions que va fer Mussa. Després d'ocupar per força Ocilis, va arribar fins a Saragossa, ocupada sense lluita i on va rebre la submissió de Cassi, origen dels Banu Qasi. Sobre aquest temps es va conèixer que Àquila, a Damasc, havia renunciat a la corona i al regne que havia cedit al califa a canvi de ser reconegut comes, de recobrar els seus béns, expropiats per Roderic, i de tres mil hisendes. Aquest va ser el títol jurídic en què es fonamentà el domini musulmà sobre Hispània, i des de llavors Mussa va ser realment valí. Els gots no ho van acceptar i van elegir Ardó com a nou rei. Després de la defecció d'Àquila II, i continuant l'acció diplomàtica que l'ocasionà, Abd-al-Aziz ibn Mussa, fill de Mussa ibn Nussayr, el 5 d'abril de 713 obtingué la submissió del comte visigot Teodomir, que regia l'extrem meridional dels dominis d'aquell. Cap a l'agost del mateix any, Mussa ibn Nussayr i Tàriq ibn Ziyad ocuparen Saragossa, ciutat pertanyent al primitiu domini d'Àquila i probablement conquerida després de Roderic, però no progressaren més enllà.
Fou el valí Al-Hurr qui, en 717-718, mig combatent mig negociant, ocupà la resta del País Valencià i d'Aragó i la major part de Catalunya, on Tarragona i potser Empúries foren destruïdes a causa de llur resistència. Ardó i els seus es retiraren llavors a la Septimània i convertiren els Pirineus i la línia de la Muga en una frontera temporal, amb Roses com a pern oriental del sistema defensiu. Potser aquesta ferotge resistència va fer desistir Mussa de seguir cap a Narbona, capital d'Ardó. Mussa va fer el seu avanç cap a l'oest; vencé en la batalla de Segoyuela, que significà la caiguda final del Regne visigòtic, completà la conquesta d'al-Àndalus, tret de les muntanyes cantàbriques, sense importància per als musulmans, i on s'havien reagrupat alguns magnats gots resistents, a Cantàbria. successor d'Al-Hurr fou As-Samh, el qual el 720 ensorrà aquesta línia defensiva i ocupà finalment el Rosselló i Narbona, on potser Ardó trobà la mort en combat.

## Conseqüències
El setembre del 714, Mussa ibn Nussayr i Tàriq ibn Ziyad van passar cap al sud de la península amb el tresor reial visigot, des d'on van embarcar cap a Ifríqiya, on posteriorment havien de viatjar cap a Damasc per donar comptes de la seva missió. El comte Cassi viatjava amb Mussa juntament amb altres magnats, i van arribar a Damasc poc abans de la mort del califa al-Walid I. El govern d'Hispània, amb seu a Sevilla, va quedar confiat a Abd-al-Aziz ibn Mussa, que es va casar amb Egilona, vídua del rei Roderic. Mussa i Tàriq, en arribar a Damasc, van caure en desgràcia per la seva desobediència, però la mort del califa va evitar altres conseqüències.